# Zona de Fractura d'Owen
La Zona de Fractura d'Owen és una falla transformant que transcorre al llarg del límit oriental de la placa aràbiga, separant-la de la placa indo-australiana durant la major part del seu recorregut, i també de la placa africana encara que durant menys longitud. S'estén des de la Dorsal de Carlsberg al sud, es troba amb el Rift de Sheba -segment de la dorsal d'Aden- i després continua cap al nord-est per la zona nord-oest de l'oceà Índic fins que es troba amb la zona de convergència de la regió fronterera Iran-Pakistan, on l'escorça continental de la Placa aràbiga impacta amb l'escorça continental de la placa euroasiàtica.
Alguns cops, el nom de Falla Transformant d'Owen s'utilitza per denotar la petita secció entre el final de la Dorsal d'Aden-Sheba i la Dorsal de Carlsberg. A més, aquesta àrea ha estat anomenada punt triple d'Aden-Owen-Carlsberg, encara que la Dorsal de Carlsberg estigui desplaçada del punt on la Falla/Zona de Fractura d'Owen intersecta el segment Sheba de la dorsal d'Aden.